# Nuraghe S'Iscala Ruja
Il nuraghe S'Iscala Ruja (in sardo: Nuraghe La scala rossa) è ubicato in territorio di Siligo, all'estremità settentrionale dell'altopiano di s'Aspru, in posizione dominante rispetto alla valle sottostante che si estende ad ovest. Sempre sullo stesso altopiano a circa 600 metri, in direzione sud, si trova il Nuraghe Ponte Molinu; mentre a nord, a quota leggermente inferiore, si intravedono il Nuraghe Morette e il Nuraghe Santu Filighe.

## Descrizione
Si tratta di un nuraghe complesso, la cui planimetria non è completamente definibile, a causa dei crolli e della fitta vegetazione di arbusti. Emergono i resti del mastio a pianta circolare (dia. m. 13,50 lungo l'asse N/S e 14,00 lungo l'asse O/E. La struttura muraria è realizzata in opera poligonale con conci irregolari di basalto di grandi dimensioni. Il paramento murario raggiunge l'altezza massima di m. 3,47 su otto filari a nord e ad est. Gli elementi presenti sono insufficienti per definire con precisione gli elementi: probabilmente c'era una camera a tholos e un altro ambiente di forma rettangolare coperto con grandi lastroni posti a piattabanda. Nel versante meridionale, poco distante dal nuraghe, emergono alcuni grossi massi allineati (per una lunghezza di m. 3,60, relativi a strutture non definibili. Infine ad una distanza di circa 7,50 dal corpo centrale (realizzata con la stessa tecnica costruttiva) si individua un il profilo di un'altra torre.